# Eucalyptus aromaphloia
Eucalyptus aromaphloia är en myrtenväxtart som beskrevs av Pryor och John Christopher Willis. Eucalyptus aromaphloia ingår i släktet Eucalyptus och familjen myrtenväxter. Inga underarter finns listade i Catalogue of Life.